# Жозефин дьо Боарне
Жозефин дьо Боарне (на френски: Joséphine de Beauharnais, родена Мари Роз Жозеф Таше дьо Ла Пажери (на френски: Marie Rose Joseph Tascher de La Pagerie)
е първата съпруга на Наполеон I и императрица на Франция в периода 1804 – 1809 г.

## Ранни години и първи брак
Жозефин, първа дъщеря на Жозеф Таше дьо Ла Пажери, обеднял аристократ и плантатор, е родена и живее до 15-годишна възраст на Мартиника. През 1779 г. заминава за Франция с баща си и сключва брак с виконт Александър дьо Боарне, тя е на 16, а Александър – на 19. През 1781 в Париж се ражда техният син Йожен дьо Боарне, а през 1783 Жозефин ражда и второто им дете – дъщеря им Ортанс (или Хортензия, по-късно съпруга на Луи Бонапарт). Въпреки това, Александър намира маниерите ѝ за провинциални и тя така и не е представена в кралския двор във Версай. През март 1785 г. те се разделят официално. Тя престоява още три години в Париж и се завръща в Мартиника през 1788. През 1790 г. там избухва въстание и Жозефин се завръща във Франция в разгара на Френската революция.
Александър обаче е обграден от любовници, една от тях дори го убеждава че дъщеря им, Ортанс не е негово дете. След завръщането му от остров Мартиника във Франция той изгонва Жозефин от дома им и започва дело за развод, което продължава няколко години. Поради липса на каквито и да било доказателства по твърдението му че Ортанс не е негова биологична дъщеря съдът отхвърля исканията му, през 1792 са официално разведени, при което Жозефин получава издръжка и разрешение синът им, Йожен, да живее при нея до 5-годишна възраст, а дъщеря им Ортанс остава да живее при майка си до омъжването си.

## По време на Якобинския терор
Докато Жозефин и Александър дьо Боарне са все още женени, Австрия обявява война на Франция. Александър, който е военен, е определен за командващ Рейнската армия. Заради неуспеха на войната през 1794 по време на Якобинския терор, много аристократи биват гилотинирани, а той и Жозефин са арестувани и изпратени в затвора. Александър дьо Боарне е обвинен в лошо командване на армията и е гилотиниран през юли 1794, но Жозефин оцелява.

## Брак с Наполеон Бонапарт
Още когато вижда Жозефин за първи път Наполеон е дълбоко впечатлен от нейното обаяние. Лудо влюбен започва да я ухажва, но тя е доста неподатлива, чуди се какво да прави с този слаб и дребен на ръст корсиканец. Междувременно военната кариера на Наполеон е в непрекъснат подем и през 1797 Жозефин отстъпва пред ухажването на генерал Бонапарт и се омъжва за него, бракът е само граждански, църковен брак няма. Не е ясно дали в този момент изобщо е имало любов от страна на Жозефин или е била водена от чисто прагматични намерения – да подсигури своето и на децата си материално благополучие. Две години по-късно, на 9 ноември 1799, Наполеон извършва преврат при който сваля от власт корумпираната Директория и става първи консул на Франция, при което останалите двама консули нямат никаква реална власт. Така Жозефин е първата дама на Франция.

## Императрица на Франция
Няколко години по-късно Наполеон, след многото военни успехи които постига, е обзет от идеята че няма по-велик от него. През 1804 в присъствието на папа Пий VII, Наполеон I се провъзгласява за император на Франция, а Жозефин е коронясана за императрица. По настояване на папата в самото навечерие на коронацията те набързо сключват църковен брак без официални свидетели.
Бракът им не е спокоен. Подтикнат от майка си, Бонапарт имал любовници, за да е сигурен, че причината за бездетния му брак с Жозефин не е той. Така през 1806 година полската графиня и любовница на Наполеон – Мария Валевска му ражда незаконен син, който няма право да бъде негов законен наследник.
Тъй като Жозефин не може да роди дете на императора, той решава да поиска развод. Жозефин няма друг избор и се съгласява на развод, който бързо става факт, като основният официален аргумент е, че на техния църковен брак не е имало свидетели, поради което е невалиден. През 1809 година Наполеон се развежда с Жозефин и същата година сключва брак с 18-годишната австрийската принцеса Мария Луиза Австрийска. Според злите езици Жозефин лично го е съветвала при избора на бъдещата му съпруга.
След развода Жозефин се нанася да живее в замъка Малмезон, където любовта ѝ към цветята се изразява в пищно цъфтящия парк на имението, където освен европейски, цъфтят и много екзотични видове, внесени от далечни земи. Връзката между Наполеон и Жозефин остава повече от приятелска – когато не е на война или на поход, Наполеон редовно я посещава в замъка, а близките им твърдят, че Жозефин е неговата голяма любов.
След настинка през зимата на 1813 година и няколкомесечно боледуване Жозефин умира вследствие на белодробно възпаление (пневмония) на 29 май 1814 година само на 51-годишна възраст. По това време Наполеон току-що е заминал в изгнание на остров Елба.
От 1906 година замъкът Малмезон е обявен за музей, в който са изложени творби, свързани с Наполеон и Жозефин.